# 膝內翻
膝内翻（genu varum）俗稱O形腿（bow-leggedness）、罗圈腿（bandy-leg），是一种膝关节异常内旋的畸形发育现象。当并拢双足、完全放松双腿直立时，如果两个膝关节之间不能并拢，就说明是有膝内翻。幼兒骨骼尚在發育沒有完全鈣化，2歲以前被視為正常現象。
标准腿型，应当是在前述姿势下，大腿中段、膝关节、小腿中段、脚踝处有四个个接触点，相应的，膝关节上下方，则有两个菱形的缝隙。而膝内翻的人，大腿之间、小腿之间、膝关节之间则形成了一个联系的大缝隙，犹如O的形状，故俗称O形腿。
具膝内翻的患者，由于身体承重线内移至关节内侧，导致在行走和站立时，膝关节内侧应力增加导致胫骨平台塌陷和骨小梁骨折，软骨面摩擦力增高而磨损。随年龄增长而最终继发膝关节骨性关节炎。

## 患膝内翻的比例
膝内翻的人，比例是比较高的。在中国，平均可以达到40%。

## 病理性膝内翻
- 布朗特氏病(Blount's disease)
- 佝僂病
- 先天性骨骼異常

## 膝内翻的矫正
对程度较轻、软组织源性、生理性膝内翻，主要通过鞋垫、绑腿、夹板、支具、仪器等理疗方法矫正，从膝关节两侧施压，调节膝关节侧向稳定结构内外侧副韧带的力量平衡，使膝关节角度恢复正常。膝内翻矫正仪器，相对支具、夹板等，两侧施压能避开腘窝丰富的血管和神经，且通过电机带动两侧施压，可调整力度，且力度更大，从而矫正的舒适度和有效性得到提高。
对于严重、有病理性膝内翻的患者，保守治疗仅能一定程度上得到改善，平均可改善程度为73%，胫骨机械性内翻部分无法得到矫正。因此，膝关节距离超过 8cm者，或继发骨性关节炎的矫正，通常是采用手术进行矫正，根据关节内翻的类型不同，选择胫骨锲型切除术，或者股骨锲型切除术，术后进行内固定或者外固定，达到恢复正常膝关节应力的目的。骨性关节炎严重的，需要进行全膝关节置换手术。手术的创伤性和风险性较大，恢复期也比较长。

## 备注
1. ↑  “罗圈”或称“罗圈儿”，是指圆形筛子的圆框，也指环形或相向的弧形[1]。“罗圈腿”即指膝或膝以下向外弯曲的两条腿——亦称“弓形腿”[2][3]。

## 资料来源
1. 周殿阁，吕厚山. . 中华骨科杂志. 2001, 21 (12): 104–108.
2. 秦泗河. . 中国矫形外科杂志. 1999, 6 (10): 200–206.
3. 温宏，李也白 等. . 中国矫形外科杂志. 1996, 3: 188–201.
4. 周殿阁，吕厚山，杜湘珂. . 中国医学影像技术. 2001, 12: 12–14  [2009-09-29]. （原始内容存档于2009-10-02）.